# Комерсиал (футбольный клуб, Кампу-Гранди)
«Комерсиал» (порт.-браз. Esporte Clube Comercial) — бразильский футбольный клуб представляющий город Кампу-Гранди, столицу штата Мату-Гросу-ду-Сул. В 2017 году клуб выступал в Серии D Бразилии.

## История
Клуб основан 15 марта 1943 года, домашние матчи проводит на арене «Моренан», вмещающей 45 000 зрителей. В чемпионате штата Мату-Гросу-ду-Сул, клуб побеждал девять раз, и является по этому показателю вторым по титулованности клубом штата. До начала розыгрышей чемпионата Мату-Гросу-ду-Сул, «Комерсиал» играл в чемпионате штата Мату-Гросу и один раз становился чемпионом.
В Серии А чемпионата Бразилии клуб провёл в общей сложности шесть сезонов, лучший результат 23-е место в 1983 году. В Кубке Бразилии команда играла восемь раз в своей истории, лучший результат, выход в 1/4 финала в 1994 году. В 2015 году «Комерсиал» дебютировал в Серии D чемпионата Бразилии, где занял 32-е место из 40 команд. В 2016 году команда заняла в Серии D 57-е место из 68 участников.
Талисманом клубом является орёл.

## Достижения
- Чемпион штата Мату-Гросу-ду-Сул (9): 1982, 1985, 1987, 1993, 1994, 2000, 2001, 2010, 2015
- Чемпион штата Мату-Гросу (1): 1975